# Torbjörn Gehrke
Torbjörn Arne Gehrke (* 27. Juli 1967 in Linköping) ist ein schwedischer Basketballtrainer und ehemaliger -spieler.

## Leben
Gehrke, ein 2,04 Meter großer Innenspieler, spielte bis 1987 in seinem Heimatland Schweden für den Erstligisten Alvik Basket Stockholm.
Von 1987 bis 1989 studierte und spielte der Schwede an der Stetson University in den Vereinigten Staaten, kehrte nach Schweden und zu Alvik zurück, ehe er in der Saison 1992/93, diesmal an der University of North Florida, erneut für eine Hochschulmannschaft in den USA spielte. In diesem Spieljahr führte er North Florida mit einem Punkteschnitt von 15,8 pro Partie an.
Gehrke verstärkte danach Plannja Basket in Schweden, 1996 wechselte er zum französischen Zweitligaverein Toulouse Basket Club, mit dem er 1997/98 dann in der ersten Liga antrat, dort in 15 Spielen im Schnitt 6,6 Punkte erzielte und im Laufe der Saison zum Ligakonkurrenten Paris Basket Racing wechselte. Beim Hauptstadtverein wirkte Gehrke in zehn Spielen mit und erbrachte einen Mittelwert von 2,9 Punkten je Begegnung.
In der Saison 1998/99 erhielt Gehrke einen Kurzzeitvertrag beim spanischen Spitzenverein Tau Cerámica Vitoria und stand für die Mannschaft in der Liga ACB in fünf Spielen auf dem Feld, in denen der Schwede im Durchschnitt 1,8 Punkte sowie 1,6 Rebounds verbuchte. Anfang Dezember 1998 wechselte Gehrke zum MTV 1846 Gießen in die Basketball-Bundesliga. Bis zum Saisonende wurde er von den Mittelhessen in 14 Bundesligaspielen eingesetzt und erzielte im Schnitt 10 Punkte sowie 3,1 Rebounds je Partie.
Er ging nach Schweden zurück, verstärkte wieder Plannja Basket und wurde mit der Mannschaft in der Saison 1999/2000 Landesmeister. Damit beendete er seine Leistungssportkarriere vorerst, kehrte im Februar 2002 aber aufs Spielfeld zurück und lief bis zum Ende des Spieljahres 2001/02 für Solna IF in der ersten Liga auf.

### Trainer
Als Trainer betreute er von 2003 bis 2005 die Södertälje Kings und führte diese 2005 zum Gewinn der schwedischen Meisterschaft. In der Saison 2006/07 betreute er die Mannschaft des LSE Basketball Club in London und trat 2007 eine zweite Amtszeit als Trainer der Södertälje Kings an, welche bis 2010 andauerte. Von 2010 bis 2012 war er Trainer der Solna Vikings und von 2012 bis 2014 des Zweitligisten Alvik Basket. Neben seinen Aufgaben auf Vereinsebene arbeitete Gehrke 2007/08 sowie von 2010 bis 2013 zusätzlich als Co-Trainer der schwedischen Nationalmannschaft. Im Vorfeld der Saison 2014/15 trat er das Amt des Cheftrainers des schwedischen Erstligisten Jämtland Baskets an. Am Ende des Spieljahres 2019/20 kam es zur Trennung.
Im Mai 2020 wurde Gehrke als neuer Cheftrainer von US Basket Racing Luxembourg vorgestellt. Im März 2021 wurde er entlassen. Im Mai 2021 holte ihn der schwedische Erstligist Köping Stars als neuen Cheftrainer.

### Nationalmannschaft
Gehrke bestritt 134 Länderspiele für Schweden. Mit der Nationalmannschaft trat er bei den Europameisterschaften 1993 und 1995 an.